# Yuri Kochiyama
Yuri Kochiyama, född 19 maj 1921 i San Pedro i Los Angeles, död 1 juni 2014 i Berkeley i Kalifornien, var en amerikansk människorättsaktivist och maoist. Hon engagerade sig bland annat för afroamerikaners, kvinnors och politiska fångars rättigheter. Hon var influerad av Mao Zedong och Ho Chi Minh och stödde bland annat Den lysande stigen.

## Biografi
Yuri Kochiyama föddes i San Pedro i Los Angeles år 1921. Hennes föräldrar var japanska immigranter. Kochiyama studerade vid Compton College. 
Den 7 december 1941 ägde Japans attack mot Pearl Harbor rum och Kochiyamas far greps kort därpå av FBI för att han utgjorde ett potentiellt säkerhetshot. Faderns hölls internerad under sex veckor; hans hälsa försämrades och han dog i januari 1942. I februari samma år undertecknade president Franklin D. Roosevelt Executive Order 9066, som innebar att tusentals amerikaner av japansk börd deporterades från västkusten och internerades. Tillsammans med sin mor och bror internerades Kochiyama i ett fångläger i Jerome i Arkansas. Familjen kunde efter några år återvända till sin hemstad. Dessa händelser kom att prägla Kochiyama.
Kochiyama lärde känna Malcolm X 1963. Hon var närvarande när han mördades i New York i februari 1965. På ett fotografi ses Kochiyama hålla om den dödligt sårade Malcolm X:s huvud.